# Charly Musonda jr.
Charly Musonda jr. (Brussel, 15 oktober 1996) is een Belgisch voormalig voetballer van Zambiaanse afkomst die bij voorkeur als aanvaller speelde.

## Clubcarrière

### Chelsea
Musonda is een zoon van oud-voetballer Charly Musonda. Hij begon zelf met voetballen in de jeugdacademie RSC Anderlecht. In 2012 maakte hij samen met zijn broers Lamisha en Tika de overstap naar de jeugdopleiding van Chelsea. Hier tekende hij op 24 oktober 2013 een profcontract, dat op 5 maart 2015 werd verlengd tot medio 2019.

### Real Betis
Chelsea verhuurde Musonda in januari 2016 voor zes maanden aan Real Betis. Hiervoor maakte hij op 7 februari 2016 zijn profdebuut, tijdens een wedstrijd in de Primera División thuis tegen Valencia CF. Musonda speelde de volledige wedstrijd, die Real Betis met 1-0 won. In de daaropvolgende wedstrijd, tegen Deportivo La Coruña, maakte hij zijn eerste doelpunt, een vrije kopbal vanuit het midden van het strafschopgebied. In zijn eerste acht wedstrijden stond hij telkens de volle 90 minuten op het veld. Musonda speelde dat seizoen zestien wedstrijden voor Betis. Chelsea verhuurde hem in juni 2016 vervolgens nog een jaar aan de club. De Spaanse club stuurde hem in januari 2017 niettemin terug naar Chelsea.

### Celtic
Op 29 januari 2018 raakte bekend dat het Schotse Celtic de aanvallende middenvelder voor anderhalf jaar huurt van Chelsea. De uitleenbeurt werd echter een complete flop: trainer Brendan Rodgers liet Musonda in zijn eerste halfjaar slechts acht keer spelen, vooral als invaller. Het huurcontract werd in de zomer van 2018, een jaar eerder dan voorzien, dan ook al verbroken.

### Vitesse
Musonda keerde daarop terug naar Chelsea, maar ook daar lagen op dat moment geen speelminuten in het verschiet voor de middenvelder. Op 31 augustus 2018 huurde Vitesse hem voor één seizoen. Op 8 september 2018 raakte hij zwaar geblesseerd aan zijn knie in een oefenwedstrijd tegen Antwerp. De achterste kruisbanden van zijn rechterknie waren gescheurd wat een zeldzame blessure is voor een voetballer die meestal zijn voorste kruisbanden scheurt. Na de operatie gaven de dokters hem nog twintig procent kans om ooit weer prof te worden.

### Chelsea
Na een zware revalidatie van zestien maanden, kon Musonda de groepstraining hervatten bij de U23 van Chelsea in de zomer van 2021. Op 25 september 2021 speelde de intussen 24-jarige Belg zijn eerste officiële wedstrijd met de beloften van Chelsea twee jaar na zijn zware blessure. Na het aflopen van zijn contract medio 2022 verliet hij de club.

### Levante
In juli 2022 ging Musonda bij Zulte Waregem trainen maar vertrok daar alweer snel. Na een proefperiode bij de Spaanse tweedeklasser Levante tekende de 25-jarige Belg er half augustus een contract tot medio 2024, met de optie op twee extra seizoenen. Na het eerste seizoen werd zijn contract in onderling overleg ontbonden.

### Famagusta
Medio 2023 trok Musonda naar de Cypriotische competitie bij Anorthosis Famagusta, waar hij een driejarig contract kreeg. Na één seizoen werd hij ontslagen.
Nadien vond Musonda geen nieuwe club meer. Medio 2025 besloot hij op amper 28-jarige leeftijd reeds te stoppen met professioneel voetbal. Hij stond gekend als een groot talent maar zijn voetbalcarrière werd gefnuikt door talrijke blessures.

## Clubstatistieken
| Seizoen     | Club                 | Competitie           | Competitie | Competitie | Competitie | Beker | Beker | Beker | Europa | Europa | Europa | Totaal | Totaal | Totaal |
| Seizoen     | Club                 | Competitie           | Wed.       | Dlp.       | Ass.       | Wed.  | Dlp.  | Ass.  | Wed.   | Dlp.   | Ass.   | Wed.   | Dlp.   | Ass.   |
| ----------- | -------------------- | -------------------- | ---------- | ---------- | ---------- | ----- | ----- | ----- | ------ | ------ | ------ | ------ | ------ | ------ |
| 2015/16     | Chelsea              | Premier League       | 0          | 0          | 0          | 0     | 0     | 0     | 0      | 0      | 0      | 0      | 0      | 0      |
| Club Totaal | Club Totaal          | Club Totaal          | 0          | 0          | 0          | 0     | 0     | 0     | 0      | 0      | 0      | 0      | 0      | 0      |
| 2015/16     | → Real Betis         | Primera División     | 16         | 1          | 2          | 0     | 0     | 0     | —      | —      | —      | 16     | 1      | 2      |
| 2016/17     | → Real Betis         | Primera División     | 8          | 0          | 1          | 0     | 0     | 0     | —      | —      | —      | 8      | 0      | 1      |
| Club Totaal | Club Totaal          | Club Totaal          | 24         | 1          | 3          | 0     | 0     | 0     | 0      | 0      | 0      | 24     | 1      | 3      |
| 2017/18     | Chelsea              | Premier League       | 3          | 0          | 1          | 4     | 1     | 1     | 0      | 0      | 0      | 7      | 1      | 2      |
| Club Totaal | Club Totaal          | Club Totaal          | 3          | 0          | 1          | 4     | 1     | 1     | 0      | 0      | 0      | 7      | 1      | 2      |
| 2017/18     | → Celtic             | Scottish Premiership | 4          | 0          | 0          | 2     | 0     | 0     | 2      | 0      | 1      | 8      | 0      | 1      |
| Club Totaal | Club Totaal          | Club Totaal          | 4          | 0          | 0          | 2     | 0     | 0     | 2      | 0      | 1      | 8      | 0      | 1      |
| 2018/19     | → Vitesse            | Eredivisie           | 1          | 0          | 0          | 0     | 0     | 0     | —      | —      | —      | 1      | 0      | 0      |
| 2019/20     | → Vitesse            | Eredivisie           | 3          | 0          | 0          | 0     | 0     | 0     | —      | —      | —      | 3      | 0      | 0      |
| Club Totaal | Club Totaal          | Club Totaal          | 4          | 0          | 0          | 0     | 0     | 0     | 0      | 0      | 0      | 4      | 0      | 0      |
| 2020/21     | Chelsea              | Premier League       | 0          | 0          | 0          | 0     | 0     | 0     | 0      | 0      | 0      | 0      | 0      | 0      |
| 2021/22     | Chelsea              | Premier League       | 0          | 0          | 0          | 0     | 0     | 0     | 0      | 0      | 0      | 0      | 0      | 0      |
| Club Totaal | Club Totaal          | Club Totaal          | 3          | 0          | 1          | 4     | 1     | 1     | 0      | 0      | 0      | 7      | 1      | 2      |
| 2022/23     | Levante              | Segunda División A   | 18         | 0          | 0          | 2     | 0     | 0     | —      | —      | —      | 20     | 0      | 0      |
| Club Totaal | Club Totaal          | Club Totaal          | 18         | 0          | 0          | 2     | 0     | 0     | 0      | 0      | 0      | 20     | 0      | 0      |
| 2023/24     | Anorthosis Famagusta | A Divizion           | 0          | 0          | 0          | 0     | 0     | 0     | —      | —      | —      | 0      | 0      | 0      |
| Club Totaal | Club Totaal          | Club Totaal          | 0          | 0          | 0          | 0     | 0     | 0     | 0      | 0      | 0      | 0      | 0      | 0      |
| TOTAAL      | TOTAAL               | TOTAAL               | 53         | 1          | 4          | 8     | 1     | 1     | 2      | 0      | 1      | 63     | 2      | 5      |

## Interlandcarrière
Musonda kwam uit voor diverse Belgische nationale jeugdelftallen. In 2014 debuteerde hij in België –21.